# Lángoló Chicago
A Lángoló Chicago (eredeti cím: Chicago Fire) 2012-ben indult amerikai televíziós sorozat, a chicagói franchise első része. A sorozat alkotói Derek Haas és Michael Brandt, a cselekmény pedig egy tűzoltócsapat mindennapjait mutatja be. A csapat tagjai közt megtalálható többek között: Jesse Spencer, Taylor Kinney, Monica Raymund, Lauren German, Charlie Barnett, David Eigenberg, Teri Reeves, Eamonn Walker, Yuri Sardarov, Christian Stolte, Joe Miñoso, Kara Killmer, Dora Madison Burge, Steven R. McQueen, Miranda Rae Mayo, Annie Ilonzeh, Alberto Rosende, Daniel Kyri, Adriyan Rae, Hanako Greensmith, Jake Lockett, Jocelyn Hudon és Dermot Mulroney.
A sorozatot az Amerikai Egyesült Államokban az NBC sugározza 2012. október 10-e óta, Magyarországon először a TV2 kezdte sugározni 2012. november 26-a és 2013. július 7-e között az első évadot, később a Super TV2 adta le 2014. október 6-a és 2015. január 19-e között a második évadot. 2016. február 24-e és 2018. december 5-e között ismét a TV2 sugározta a sorozatot a harmadik évadtól a hatodik évadig, a hetedik évadtól kezdve pedig a SkyShowtime tűzi műsorra az újabb epizódokat. 2025. május 21-ig a sorozat 274 epizódot mutatott be. 2023 áprilisában bejelentették a tizenkettedik évadot, amelynek premierje 2024. január 17-én volt, 2024 márciusában pedig a tizenharmadik évadot, amelynek premierje 2024. szeptember 25-én volt. 2025 májusában bejelentették, hogy készül a tizennegyedik évad, amelynek premierje 2025. október 1-én lesz.

## Cselekménye
A sorozat Chicagoi Tűzoltóság munkáját követi nyomon, amint különböző veszélyes tüzeket próbálnak eloltani. A Matthew Casey kapitány által vezetett csapatnak nem csupán nehéz munkájába és a vészhelyzetben történő összetartásába, hanem a tagok magánéletébe és viszályaiba is betekintést enged a történet.
A műsor a chicagói tűzoltóság tűzoltóinak , mentőszemélyzeteinek és mentőseinek szakmai és magánéletét mutatja be a kitalált 51-es tűzoltóházban, amely a kitalált 51-es motor, a 81-es teherautó, a 3-as mentőosztag és a 61-es mentőautó otthona.
Az 1. évadtól a 9. évadig a Firehouse egységek a következők:
- Motorvállalat 51
- Teherautó-társaság 81
- Mentőcsapat 3
- Mentőautó 61
- Zászlóalj 25

A 10. évadtól a 12. évadig a Firehouse egységek a következők:
- Motorvállalat 51
- Teherautó-társaság 81
- Mentőcsapat 3
- Mentőautó 61
- Kerületi főkapitány-helyettes 2-2-6.

A 13. évadtól a Firehouse egységek a következők:
- Motorvállalat 51
- Teherautó-társaság 81
- Mentőcsapat 3
- Mentőautó 61
- Zászlóalj 25

„Nincs stresszesebb, veszélyesebb vagy izgalmasabb munka, mint a chicagói 51-es tűzoltóság tűzoltóinak, mentőosztagának és mentőseinek munkája. Ők azok a bátor férfiak és nők, akik fejjel előre vetik magukat a veszélybe, amikor mindenki más menekül, és akiknek a tettei élet és halál között döntenek. Ezek az ő történeteik.„
A neves Emmy-díjas executive producer, Dick Wolf (a "Law & Order" sztárja) és Derek Haas, a "3:10 to Yuma" írótársa készítette az adrenalinnal teli drámát, a Chicago Fire-t. Ez a magával ragadó utazás betekintést nyújt az 51-es tűzoltóság tűzoltóinak és mentőseinek szakmai és magánéletébe, miközben nap mint nap kockáztatják életüket Chicago lakosainak megmentéséért és védelméért.
A Kelly Severide hadnagy vezette 3. számú mentőosztag szorosan együttműködik Christopher Herrmann hadnaggyal az 51-es mozdonyon és Stella Kidd hadnaggyal a 81-es teherautón. Fáradhatatlan, soha fel nem adandó hozzáállásuk közelebb hozza őket egymáshoz – az 51-es tűzoltóság férfi és női tagjai többek, mint munkatársak, ők egy családtag.
A tűzoltóságon dolgozik Wallace Boden kerületi parancsnokhelyettes is, aki gondoskodik az otthona zökkenőmentes működéséről, és a tűzoltói fel vannak készülve minden nehézség leküzdésére. Sylvie Brett mentős visszatér a tapasztalt veteránok, Randy "Mouch" McHolland és Joe Cruz mellett.
A csapatot a vakmerő Blake Gallo, a tehetséges és elkötelezett Darren Ritter, valamint az 51 legújabb szerzeménye, a makacs mentős, Violet Mikami teszi teljessé.

## Szereplők
| Szereplő                        | Színész               | Évad                      | Leírás | Magyar hang |
| ------------------------------- | --------------------- | ------------------------- | --- | --- |
| Matthew Casey                   | Jesse Spencer         | 1–10. 11–12.              | Az 51-es Firehouse hadnagya és a 81-es teherautótársaságért felelős tiszt. Második parancsnokként szolgál a zászlóaljnál. Képzett ezermester és asztalos - szolgálaton kívül szabadúszóként dolgozik építőipari vállalkozóként. Polgári gondolkodású, és megválasztott alpolgármesterré válik, hogy tovább szolgálja a várost. Visszafogottsága és tartózkodó magatartása ellenére hevesen védi az alatta lévő tűzoltókat. Az első évadban rövid időre eljegyezte Dr. Hallie Thomast, az ötödik és hetedik évadban pedig Gabriela Dawsonnal járt. A hatodik évad "An Even Bigger Surprise" nevű epizódjában Boden főnök kapitánnyá lépteti elő. A kilencedik évad fináléjában, a "No Survivors"-ben Sylvie Brett mentőápolóval kezd randevúzni. A tizedik évad "Two Hundred" nevű epizódjában Oregonba költözik, hogy vigyázzon Andrew Darden fiaira, de távkapcsolatot ápolt Brettel. Később visszatér az évadzáróban, hogy részt vegyen Severide és Kidd esküvőjén. A tizenegyedik évad premierjén Brett úgy szakít vele, hogy úgy érzi, a távolság miatt eltávolodtak egymástól. A tizenegyedik évad fináléjában, a "Red Waterfall"-ban, visszatér Chicagóba, és megkéri Sylvie kezét, a tizenkettedik évad hatodik, "Port in the Storm" című részében házasodtak össze. | Fekete Zoltán |
| Kelly Severide                  | Taylor Kinney         | 1–13.                     | Az 51-es tűzoltóház hadnagya és a harmadik osztagért felelős tiszt, Benny Severide és Jennifer Sheridan fia, Katie Nolan és Jack Damon apai féltestvére, Kenny Herrmann keresztapja, Stella Kidd férje, Brittany baker volt férje, Renée Whaley volt vőlegénye, Anna Turner, Jamie Killian, Renée Royce, Erin Lindsay volt barátja. Hadnagyként Wallace Boden zászlóalj főnökének harmadik parancsnokaként szolgál. Casey-vel ellentétben karizmatikus, "női férfinak" ábrázolják. Ő és Casey a CFD Akadémián eltöltött napjaik óta barátok, de barátságuk feszültté válik, miután egy közös kolléga meghal. Apja Benny Severide főnök volt, Boden főnök és Henry Mills régi barátja, Peter Mills jelölt apja. A negyedik évad fináléjában a "Superhero"-ban Stella Kidddel kezd randevúzni. A kilencedik évad "A White-Knuckle Panic" című epizódjában eljegyezték egymást. A tizedik évad "The Magnificent City of Chicago" című epizódjában összeházasodtak. | Papp Dániel |
| Gabriela Dawson                 | Monica Raymund        | 1–8.                      | Ő a Bűnös Chicago és a Chicagoi igazságszolgáltatás karakterének, Antonio Dawson nyomozónak a húga. Azon kevés nők egyike, akiket a férfiak általában nővérként kezelnek. Ő a 61-es Ambulance felelős mentőse (PIC), de a tűzoltó akadémiára megy, és átveszi a képzést, hogy tűzoltó legyen, és csatlakozik a Truck 81-hez. Később visszaköltözik a 61-es Ambulance-hoz, hogy fedezetet nyújtson Jimmy Borellinek, amikor az visszakerül a Truck 81-hez, és miután nevelőszülő lett, egyre jobban aggódik a munka veszélyei miatt. Az első évadban rövid ideig randevúzik Peter Millsszel. Az ötödik és a hetedik évadban Matt Caseyhez ment feleségül. A hatodik évad fináléja, a "The Grand Gesture" után elhagyta Chicagót, hogy egy mentőegység élére álljon Puerto Ricóban, de rövid időre visszatért, hogy búcsút vegyen Casey-től a hetedik évad premierjében az "A Closer Eye"-ban, majd a nyolcadik évad "Best Friend Magic" című epizódjában ismét részt vett egy jótékonysági bálon. | Sánta Annamária (1-2. évad) Sallai Nóra (3. évadtól) |
| Leslie Elizabeth Shay           | Lauren German         | 1–2., 3.                  | Tapasztalt mentősként ő volt a kijelölt mentősofőr, és az 51 fős, többnyire férfiakból álló személyzet nagyon kedvelte. Ő és Kelly Severide szobatársakként laktak egy lakásban, és legjobb barátok voltak. Munkatársai körében népszerű volt, hogy nyíltan meleg, és gyakran sütött el ezzel kapcsolatban önbecsmérlő vicceket. A harmadik évad premierjében, az "Always"-ben, a második évad fináléjának "Real Never Waits" cliffhanger folytatásában halt meg, amelyben egy sorozatgyújtogató szándékosan állított csapdát az első válaszolóknak. A "Három harang" című filmben tisztelettel emlékeztek rá munkatársai. Emlékét a 61-es Mentőkocsi fülke ajtajára festett felirat állítja. | Zakariás Éva |
| Peter Mills                     | Charlie Barnett       | 1–3.                      | A 81-es teherautó jelöltjeként indul, elhunyt apja nyomdokaiba lépve, de miután bizonyította tűzoltói képességeit, a 3. osztagba kerül. Miután sérülés miatt elvesztette tűzoltói képesítését, átmegy a 61-es mentőautóba, hogy tovább dolgozzon. Végül felépül, és visszaszerzi a helyét a csapatban, de úgy döntött, hogy elhagyja Chicagót, hogy családjával Észak-Karolinában dolgozzon. Az első évadban rövid ideig randevúzik Gabriela Dawson-nal. | Jakab Márk |
| Wallace Boden parancsnok "Góré" | Eamonn Walker         | 1–12. 13.                 | Ő felügyeli a 81-es teherautó, az 51-es motor, a 3-as osztag és a 61-es mentőautó tűzoltóit és mentőseit az 51-es Firehouse-ban. A CFD régi veteránja, rendkívül védi az alatta szolgáló férfiakat és nőket. Feleségül vette Donnát, aki tanár, és van egy Terrance nevű fiuk, aki a harmadik évadban született. A tizedik évadban körzetfőnök-helyettessé léptették elő. A tizenkettedik évad fináléjában, a "Never Say Goodbye"-ban kinevezték a CFD új biztosának helyettesévé. | Barabás Kiss Zoltán |
| Brian "Otis" Zvonecek           | Yuri Sardarov         | 2–8.                      | Mills kísérleti beosztása előtt Otis volt a legutolsó jelölt, akit a 81-be osztottak be. Beceneve az Otis Elevator Company-ból származik. Ő lett a pilóta miután Joe Cruz átigazolt a Squad 3-hoz. A nyolcadik évad premierjében a "Sacred Ground"-ban halálosan megsebesült és meghalt, Cruzzal az oldalán a kórházban. | Turi Bálint |
| Christopher Herrmann            | David Eigenberg       | 1–13.                     | Kezdetben az egyik vezető tűzoltó volt, a 81-es teherautón szolgál, mielőtt letette volna a hadnagyi vizsgát, öt korábbi próbálkozás után, és a hetedik évad "Thirty Percent Sleight of Hand" epizódjában hivatalosan is hadnaggyá léptették elő, valamint átveszi az 51-es hajtóműtársaság tisztjét. Hadnagyként Wallace Boden zászlóalj főnökének negyedik parancsnokaként szolgál. A tűzoltóság apafigurája, a férfiak és nők is gyakran fordulnak hozzá tanácsért. Sok gyors meggazdagodási programban vesz részt, mielőtt ő, Otis és Dawson közösen befektetnek egy kis bárba, amelyet egyik áldozatuk próbált eladni, és amelyet Molly's-nak hívnak. A Molly's a Bűnös Chicagoban és a Chicago Med-en is szerepel a zsaruk és az egészségügyi személyzet kedvenc szórakozóhelyeként. | Fazekas István (1-6. évad) Berzsenyi Zoltán (7. évadtól) |
| Hallie Thomas                   | Teri Reeves           | 1.                        | Matt Casey volt menyasszonya. Különböző nézetek, hektikus napirend és rendszertelen munkaidő miatt szakítottak, ami miatt nem tudtak sok időt együtt tölteni, de barátok maradtak. Rövid időre újra felélesztették kapcsolatukat, mígnem egy tűzben meggyilkolták egy leplezés részeként, miután felfedezte, hogy az egyik kollégája a klinikáján gyógyszert árul drogdílereknek. | Roatis Andrea |
| Randall "Mouch" McHolland       | Christian Stolte      | 1. 2.–                    | Beceneve a ,,férfi" ÉS A ,,dívány" jelzője, mivel szinte mindig a kanapén ülve látják a társalgóban tévét nézni, amikor éppen nem telefonál. A negyedik évad ,,On The Warpath" epizódjában feleségül veszi a Bűnös Chicago karakterét, Trudy Platt őrmestert. | Bácskai János |
| Joe Cruz                        | Joe Minoso            | 1. 2.–                    | A Humboldt Park gengszterek által fertőzött negyedeinek szülötte, az első két évadban folyamatosan próbálja kimenteni a bajból az önfejű öccsét. A harmadik évad fináléjában, a "Spartacus"-ban átigazol a Squad 3-ba. A harmadik évadban rövid ideig Sylvie Brett-el randevúzik. A nyolcadik évad "Light Things Up" című epizódjában feleségül veszi Chloe Allent. Korábban ő volt a Truck 81 kijelölt sofőrje, mielőtt átigazolt volna a 3. osztaghoz. A tizedik évad 200. epizódjában megszületik a fia, akit Brian "Otis" Leon Cruznak hívnak. | Szabó Máté |
| Stella Kidd                     | Miranda Rae Mayo      | 4. 5.–                    | Jimmy Borelli helyettese a Truck 81-en. A hatodik évadban rövid időre helyettesíti Otist, majd a nyolcadik évadban bekövetkezett halála után véglegesen helyettesíti. Hadnaggyá léptetik elő a kilencedik évad "What Comes Next" című epizódjában, miután letette a vizsgákat. A negyedik évad fináléjában Kelly Severide hadnaggyal kezd randevúzni. A kilencedik évad "A White-Knuckle Panic" epizódjában eljegyezték egymást, a tizedik évad utolsó epizódjában összeházasodtak. | Nemes Takách Kata (4. évad) Solecki Janka (5. évadtól) |
| Emily Foster                    | Annie Ilonzeh         | 7–8.                      | Egy korábbi orvostanhallgató, aki Gabriela Dawsont helyettesíti a 61-es Ambulance-on. A nyolcadik évad fináléjában, az "51's Original Bell''-ben újra jelentkezik az orvosi egyetemre, és a kilencedik évad premierjében, a "Rattle Second City"-ben, Brett azt mondja, hogy visszavették, és egy COVID-19 osztályon dolgozik. | Nemes Takách Kata |
| Blake Gallo                     | Alberto Rosende       | 8–12.                     | A Firehouse 51 legújabb munkatársa a Truck 81-en, Brian "Otis" Zvonecek helyére kerül a halála után. Gallo tűzoltó lett, miután egy háztűzben elvesztette az egész családját. 2023 novemberében kiderült, hogy Gallo a tizenkettedik évad premierje után elhagyja a sorozatot, amikor kiderült, hogy úgy döntött, hogy Michiganbe költözik, hogy rokonai közelében legyen. | Molnár Levente |
| Darren Ritter                   | Daniel Kyri           | 7–8. 9.–                  | Miután Herrmann tiszteletlensége miatt erőszakkal áthelyezi a Firefighter Barnst, Mouch Rittert javasolja csereként. Korábban a 37-es motornál Mouch segített neki, amikor tűz közben megfagyott, és végül megmentette az első mentést. Nyíltan meleg, korábban volt egy Eric nevű barátja (9. évad), és Dwayne Monroe rendőrtiszttel jár (12. évad). Ő Tuesday a dalmát tulajdonosa. | Renácz Zoltán |
| Violet Mikami                   | Hanako Greensmith     | 8–9. 10.–                 | Egy mentős a Firehouse 20-ból és Blake Gallo régi riválisa a tűzoltó akadémiáról. Ő és Gallo rövid ideig randevúznak a nyolcadik évadban. A kilencedik évadban Boden főnök megkéri őt, hogy ideiglenesen menjen át az 51-es Firehouse-ba, hogy betöltse a 61-es mentőautó helyét Gianna Mackey távozása után, Brett pedig hamarosan meggyőzi, hogy véglegesen menjen át az 51-es tűzházba. Sylvie Brett távozását követően a tizenkettedik évad "Port in the Storm" című epizódjában mentőápolóvá léptették elő. | Csifó Dorina |
| Sam Carver                      | Jake Lockett          | 11–12. 13.                | Kidd egykori riválisa az akadémiáról a Truck 81-hez toborzott. A saját nemtörődöm családjának problémáit dolgozza fel, és végül elfogadja a Firehouse 51 igazi bajtársiasságát. Egy kicsit nőcsábász, a tizenkettedik évad végére kapcsolatot kezd Violet-tel. Amikor a kapcsolat megszakad, Carver visszaesik a destruktív viselkedésbe, aminek következtében 12 lépéses gyűlésekre jár alkoholizmus és rehabilitáció miatt. A 13. évad sorozatzárójában kiderült, hogy áthelyeződik a Denveri Tűzoltósághoz, hogy támogassa józanságát és újrakezdhesse az életét. | |
| Hank Voight                     | Jason Beghe           | 1–6. 8. 13.               | Őrmester a chicagói rendőrségnél és a hírszerző egység parancsnoka. | Kőszegi Ákos |
| Jed Bell                        | Coburn Goss           | 1.                        | | |
| Attorney                        | Scott Jaeck           | 1.                        | Tűzoltó. | |
| Nizar                           | Sammy Sheik           | 2.                        | | |
| Francis Guinan                  |                       | 2.                        | Tűzoltóparancsnok. | |
| Hayes Naomi                     |                       | 3.                        | | |
| Harrison                        | Chris Johnson         | 3.                        | | |
| Catherine Keating               | Rebecca Spence        | 3.                        | | |
| Gus                             | Jason Kennett         | 3.                        | | |
| Vic                             | Kyle Hatley           | 3.                        | | |
| Sean                            | Steve Lenz            | 3.                        | | |
| Beth                            | Bree Williamson       | 3.                        | | |
| Tony Jessup                     | Olivia Horton         | 3.                        | | |
| Celia                           | Liz E. Morgan         | 3.                        | | |
| Bachman doktor                  | Kevin Gudahi          | 3.                        | | |
| Claman                          | Emily Shaffer         | 3.                        | | |
| Billy Carson                    | Joel Marsh Garland    | 3.                        | | |
| Adam Ruzek                      | Patrick John Flueger  | 3. 4. 6. 7. 8. 13.        | A chicagói rendőrség tisztje és a chicagói hírszerző egységének tagja. | |
| Kevin Atwater                   | LaRoyce Hawkins       | 1. 2. 3. 4. 7. 8. 10. 13. | A chicagói rendőrség tisztje és a chicagói rendőrség hírszerző egységének tagja. | |
| Emma Crowley                    | Barbara Eve Harris    | 4–5.                      | A chicagói rendőrség 21. kerületének parancsnoka. | |
| Victor Vázquez                  | Tyler Dean Flores     | 4.                        | | |
| Kim Burgess                     | Marina Squerciati     | 2–9. 13.                  | A chicagói rendőrség nyomozója és a chicagói rendőrség hírszerző egységének tagja. | Pupos Tímea |
| Lizzy Novak                     | Jocelyn Hudon         | 12. 13.                   | Brett utódja a 61-es mentőautóban. Szabad szellemű mentős, aki legszívesebben tűzoltóságról tűzoltóságra vándorolt, amíg meg nem találta az 51-es állás stabilitását. Novak kacérkodó, huncut humorérzékkel, de a munkája során nap mint nap találkozott áldozatok szószólójaként is megállja a helyét. | |
| Dom Pascal                      | Dermot Mulroney       | 13.–                      | Pascal Bodent váltja az 51-es tűzoltóság zászlóaljparancsnokaként. Sztoikus, sötét humorú vezető, aki visszatért Chicagóba, hogy újra találkozzon elidegenedett feleségével, miután korábbi miami posztján korrupciós ügyekkel kellett megküzdenie. Pascal vizsgáló stílusa eltér Bodenétól, de 51 évesen gyorsan tiszteletet és hűséget teremt a legénység körében. A 13. évad vége felé megözvegyül, és gyászát azzal dolgozza fel, hogy szolgálatban marad. | |
| Charles Thompson                | Alexander Gemignani   | 5.                        | | |
| Gianna Mackey                   | Adriyan Rae           | 9.                        | Emily Foster helyettesítése a 61-es Ambulance-on. Gianna ugyanazon a környéken nőtt fel, mint Joe Cruz, aki Foster távozása után ajánlotta őt az állásra, és nagyon védi őt. Gyorsan jó benyomást tesz munkatársaira, és alkalmi kapcsolatba kerül Blake Gallóval. A kilencedik évad "Double Red" című epizódjában átigazol a Firehouse 51-ből, miután helyet ajánlottak neki egy új házban a jobb előrelépési lehetőségek érdekében. | Lamboni Anna |
| Shonda                          | Shanesia Davis        | 5.                        | | |
| Kevin Hadley                    | William Smillie       | 1–3.                      | A 3. osztag tagja, akit áthelyeznek, miután nem megfelelő csínyt játszott, és fajilag érzéketlen rágalmakat követett el Peter Mills ellen. Később gyújtogató lesz, és főként a régi tűzoltóházát veszi célba, illetve Mills és Severide-ot, akiket hibáztat áthelyezéséért. Végül letartóztatják és börtönbe küldik bűnei miatt. Később felbukkan, hogy információkat adjon Severide-nak a Mills apja, Henry és Leslie Shay mentős haláláért felelős gyújtogatóról. | Vári Attila |
| Allen Brookman                  | Brian Boland          |                           | | |
| Benny Severide                  | Treat Williams        | 1–7.                      | Kelly apja, és a 22-es zászlóalj nyugalmazott zászlóaljfőnöke, aki Boden főnökkel és Peter Mills apjával, Henryvel szolgált. Szeretet-gyűlölet kapcsolata volt a fiával, mivel tíz éves korában elhagyta Kellyt és az anyját. A hetedik évad "All the Proof" epizódjában agyvérzést kap és meghal. | Csuja Imre, Sörös Sándor |
| Tom Coletti                     | Christopher Innvar    | 5.                        | | |
| Jeff Clarke                     | Jeff Hephner          | 2. 5.                     | Az egykori tengerészgyalogosból lett tűzoltó. Miután a tűzoltóházat bezárják, áthelyezik a 3-as osztagba. Kezdetben nem kedveli a legénység többi tagja, mivel rendkívül magánszemély, és szívesebben olvas újságot az osztag asztalánál, mintsem hogy a társalgóban társalogjon velük. Ráadásul az 51-es Firehouse-ba való megérkezése egybeesik McLeod azon erőfeszítéseivel, hogy bezárja, és azzal vádolják, hogy ő a vakondja. Miután megsérült a munkahelyén, kilép a CFD-ből, és orvostanhallgatóként kezd a Chicago Med-nél. | Czető Roland |
| Tipton kapitány                 | Frank Pando           | 5.                        | | |
| Lowendowsky úr                  | Hans Fleischmann      | 5.                        | | |
| Gail McLeod                     | Michelle Forbes       | 2.                        | Az állam által felvett pénzügyi tanácsadó, hogy segítsen a CFD költségvetésének megnyirbálásában, amely magában foglalja a tűzoltóházak bezárását is. | Kisfalvi Krisztina |
| Darin Whitney                   | Michael Nanfria       | 5.                        | | |
| Rebecca Jones                   | Daisy Betts           | 2.                        | Tűzoltójelölt volt a 81-es kamionon az 51-es Firehouse-ban. Rebecca egy CFD-tisztekkel teli háztartásban nőtt fel. Édesapja rangidős az osztályon, míg mindhárom testvére hadnagy. Apja azonban nem hiszi, hogy tűzoltónak kellene lennie, mivel szerinte a női tűzoltóknak semmi hasznuk nincs. Édesanyja egy autóbalesetben halt meg, amiben túlélte. Rebecca ugyanabban a tűzoltó-kiképző csoportban volt, mint Gabriela Dawson, és eleinte azért ragaszkodtak egymáshoz, mert az egyetlen nő volt a csoportban, és együtt hajtották végre a teszteket és a feladatokat. Kapcsolatuk azonban megromlott, miután Gabby rajtakapta Rebeccát csaláson az írásbeli teszten, bár Rebecca később elmagyarázta, hogy csak azért csalt, mert diszlexiája volt, Dawson azonban még mindig neheztelt, miután a teszten 98%-os eredményt ért el. Rebeccának ugyanilyen feszült kapcsolata volt Kelly Severide- dal , miután azt javasolta, hogy egy munkatársát bocsássák el, mert lelassította a csoportot, és nem tudott megbízni abban, hogy mindenkit támogatna. Kelly azonban ehelyett elbocsátotta Rebeccát, mert nem volt csapatjátékos, de az apja visszahelyezte hivatalába, Kelly ellenállása ellenére. Az utolsó fizikai teszt során Gabby és Rebecca párba állnak, és Gabby segít Rebeccának, amikor az elakad a lépcsőházban. Amikor azonban Gabby elesik és megsérül a bokája, Rebecca túl messze van, és átmegy a teszten, míg Gabby csak néhány másodpercet bukik. Ezt követően Rebeccát a Firehouse 51-be helyezik új jelöltként. Rebecca kezdetben nehezen illeszkedik be tűzoltótársai közé, és nem érti a csoportdinamikát és a tűzoltóházban elfoglalt helyét, mint jelölt, Peter Mills pedig tanácsot ad neki, hogyan illeszkedjen be. Az első telefonhíváskor Rebecca figyelmen kívül hagyja Matthew Casey parancsát, és kikap egy fűrészt a teherautóból, ami leejti és összetöri, Casey dühös és kiabál Rebeccának, amiért nem tudja a helyét. Rebecca úgy véli, Casey nem szereti őt, mert Gabby mesélt neki dolgokat róla, és szembeszáll vele a zuhanyzóban. Az A Rocket Blasting Off című epizódban Jones süteményt hoz Herrmannnak, miután az vazektómiáról beszél, aminek következtében névtelen hivatalos panaszt nyújtottak be ellene. Miután elhagyta Boden irodáját, asszisztense azt mondja neki, hogy "legyen szép napotok". Rebecca kezd beilleszkedni, és ő és Gabby túljutnak a nézeteltéréseiken, miután apjától szívességet kérve segít neki újra jelentkezni a következő fizikális vizsgálatra. Amikor azonban a lány kezd beilleszkedni az apjába, megparancsolja Casey-nek és Wallace Boden főnöknek , hogy rúgják ki Rebeccát, hogy egy asztal mögé helyezhesse, ahol úgy gondolja, hogy nagyobb biztonságban lesz. Hosszas töprengés után Casey és Boden azonban úgy döntenek, hogy figyelmen kívül hagyják apja parancsait, és tovább hagyják Rebeccát, mielőtt Gabby kibökné apja tervét, és Rebecca feldúltan és elárulva elszalad, Mills üldözi őt, és megpróbálja megcsókolni, de amikor a férfi visszautasítja, elmenekül, és taxit kap. Casey és Boden elmondják Rebeccának, hogy nem áll szándékukban kirúgni, mivel ő az egyik tűzoltójuk, és a főnök megengedi neki, hogy legyen szabadnapja gondolkodni. Később találkozik Christopher Herrmann-nal a Molly's-ban, és elmondja neki, hogy elvállalja az apja által felajánlott munkát. Apja iránta érzett ellenségeskedését úgy magyarázza, hogy állandóan emlékezteti anyját, aki meghalt egy autóbalesetben, hogy Rebecca túlélte, Herrmann pedig támogatja őt, és azt mondja neki, hogy jöjjön el Mollyhoz, amikor csak szüksége van rá. Rebecca házában levelet ír Dawsonnak, és a konyhaasztalon hagyja, mielőtt elmegy. Dawson később felhívja a rendőrséget, hogy megtalálták Rebecca holttestét, és kiderül, hogy öngyilkos lett. | Sipos Eszter Anna |
| Darla Thompson                  | B.K. Cannon           | 5.                        | | |
| Katie Nolan                     | Brittany Curran       | 2. 7.                     | Benny Severide lánya és Kelly féltestvére. | Czető Zsanett |
| Donna Robbins                   | Melissa Ponzio        | 2–9.                      | Egy tanárnő, akibe Boden beleszeret, és végül feleségül veszi. Ő a fia, Terrance anyja. | Madarász Éva |
| Rick Savrinn                    | Victor Slezak         | 1.                        | | |
| Bob                             | Darin Heames          | 4.                        | | |
| John Gallo                      | Tom Galantich         | 4.                        | | |
| Delaney őrmester                | Matt DeCaro           | 4.                        | | |
| Tommy Welch                     | Kenny Johnson         | 2–3.                      | Ő volt a 66-os teherautó parancsnoka, amely a 105-ös tűzoltóházból állomásozott. Egy évvel azelőtt, hogy Gabriela Dawson megpróbált tűzoltó lenni, a Firehouse 105-ben volt az első női tűzoltó. Kevesebb, mint két hétig bírta a tűzoltóházban, mielőtt elment, és feljelentést tett a házban tartózkodó srácok ellen. | Kálid Artúr |
| Scott Powers                    | Brian Baumgartner     | 5.                        | | |
| Dr. Will Halstead               | Nick Gehlfuss         | 3–9. 11.                  | A Gaffney Chicago Medical Center sürgősségi orvostudományának korábbi kezelőorvosa. Ő Jay Halstead bátyja, a Chicago PD egykori főszereplője.1983. december 29-én született Pat Halstead és felesége gyermekeként, és a chicagói Canaryville- ben nőtt fel testvérével, Jay Halsteadtel együtt . Megemlítik, hogy a déli oldalon nőttek fel. Ír katolikus családból származnak, és katolikus iskolába jártak. Kékgalléros életük miatt mindkét testvért megfélemlítették más gyerekek, különösen a Tucker fivérek. Willt még "Ginger Spice"-nek is becézték. A ködösítés ellenére kiderült, hogy Will titokban tiszteletben tartotta, mert hajlandó volt szembeszállni velük, és őt tartották a legokosabb embernek, akit ismertek, a származása ellenére. Will otthoni élete különösen nehéz volt, mivel az apja mindig kényszerítette őt, és csalódott volt a döntéseiben, különösen akkor, amikor Will úgy döntött, hogy egyetemre megy, és biológiából szakosodott az egyetemen, nem pedig egyenesen dolgozni. Emiatt Will New Yorkba távozott, és apja támogatása nélkül végezte el az egyetemet és az orvosi egyetemet. Bátyja, Jay az Egyesült Államok hadseregének őrmestere lett (valószínűleg közvetlenül a középiskolából), és Afganisztánban állomásozott. Miután Jay visszatért a háborúból, csatlakozott a chicagói rendőrséghez, és nyomozó lett a hírszerző egységben . Anyjukban egy ismeretlen fajta rák alakult ki, először Jay bevetése alatt kezdett nagyon rosszul lenni. Will nem volt „közelben”, amikor meghalt, ami miatt Jay jelentős mértékű haragot táplált iránta, és amiért Will nagyon bűnösnek érzi magát. Mielőtt New Yorkba költözött, Will orvosként dolgozott Szudánban, bár nem világos, hogy pontosan mit takar a munkája. Ezt követően több évig plasztikai sebészként dolgozott New Yorkban, de ismeretlen okból kirúgták. Kezdetben átmeneti intézkedésként jött el bátyjához, amíg lakhelyet és bevételi forrást talált. Az első nap a Chicago Med-nél a Chicago Fire I Am the Apocalypse című epizódjában zajlott , amely Med hátsóajtós pilotjaként is szolgált . Későn ment dolgozni, és azt mondta Jaynek aznap reggel, hogy az első műszak után fel akar lépni, de gyorsan meggondolta magát, és úgy döntött, hogy megtartja a munkáját, és végleg Chicagóba költözik. | Hamvas Dániel |
| Eddie Owens                     | Jamie Jackson         | 5.                        | | |
| Harold Capp tűzoltó             | Randy Flagler         | 1–13.                     | A 3. osztag tagja. | Tokaji Csaba |
| Tony Ferraris tűzoltó           | Anthony Ferraris      | 1–13.                     | A Squad 3 tagja. Nemcsak tűzoltó a televíziós sorozatokban, hanem a való életben is aktív tűzoltóként szolgál a chicagói tűzoltóságnál. Segített a sorozat elkészítésében azáltal, hogy sokéves tűzoltásából szerzett szakértelme hozzájárult ahhoz, hogy a sorozat valósághűbbé váljon. A chicagói tűzoltóság tűzoltója. Saját magát (Tony Ferrarisként) is alakítja a sorozatban. Ferraris a chicagói tűzoltóság tényleges tűzoltója, és jelenleg a chicagói Avondale negyedben található 91-es tűzoltóház 2. mentőosztagának mérnöke. Akkor kezdett el színészkedni, amikor a Firefighter's Union e-mailt küldött a CFD tűzoltóinak arról, hogy a Chicago Fire statisztákat keres a show főszereplésére. Egyelőre még csak a Rescue Squad 3 járművet kezdte vezetni. Mára több mint 200 epizódban szerepelt a sorozatban, és még a Bűnös Chicago és a Chicago Med néhány epizódjában is. | |
| Sylvie Brett                    | Kara Killmer          | 3–12.                     | Egy mentős, aki a harmadik évadban csatlakozik az Ambulance 61-hez, Leslie Shay helyére a halála után. Egy kisvárosi lány az Indiana állambeli Fowlertonból. Kezdetben naivitása miatt nehezen alkalmazkodik a városi élethez, amit az is mutat, hogy nyitott ablak mellett hagyja a készpénzt az asztalon, és bérelt egy lakást egy bűnözésről ismert környéken, mert olcsó volt a bérleti díj. A harmadik évadban rövid ideig randevúzik Joe Cruz-szal, és Dawsonnal osztozik egy lakásban, mielőtt utóbbi házasságot köt Casey-vel. Miután harmadik partnerét, Jessica Chilton-t elbocsátják, előléptetik a Paramedic in Charge-vé (negyedik évad). Az ötödik és hatodik évadban Dawson bátyjával, Antonioval randevúzik, és rövid időre eljegyezte Kyle Sheffield káplánt is a hetedik és nyolcadik évadban. A kilencedik évad "No Survivors" című fináléjában Dawson volt férjével, Matthew Casey kapitánnyal kezd randevúzni, a tizedik évad "Two Hundred" nevű epizódjában pedig távkapcsolatba kezd vele, amikor Oregonba költözik, amit később a tizenegyedik évad premierjében fejez be, miután úgy érzi a távolság miatt eltávolodtak egymásról. A tizenegyedik évad "Red Waterfall" nevű fináléjában Casey visszatér Chicagóba, és megkéri Sylvie kezét, a tizenkettedik évad hatodik, "Port in the Storm" című részében házasodtak össze. | Kardos Eszter (3–4. évad) Mezei Kitty (5. évadtól) |
| Jim Anderson                    | Michael Hanrahan      | 5.                        | Kerületi főnökhelyettes. | |
| Jessica Chilton "Chili"         | Dora Madison          | 3. 4.                     | Peter Mills helyére vették fel új mentősként. Érkezését eleinte fagyosan fogadta a legénység többi tagja, mivel még korai volt nekik Mills hirtelen távozása. Korábban a West Side-i tűzoltóházban dolgozott, és tapasztalt a súlyos traumák áldozatainak kezelésében. A negyedik évadban Jimmy Borellivel jár. Később a negyedik évadban Boden főnök elbocsátja őt, miután a nővére halála miatt majdnem megöl egy beteget azáltal, hogy rossz gyógyszert adott neki, és később visszaesett az alkoholizmusba. Miután kirúgták, Kelly Severide-ot havja segítségül, aki pedig elviszi egy Anonim Alkoholisták találkozójára. | Tamási Nikolett |
| Susan Weller                    | Lauren Stamile        | 4–5.                      | Politikai tanácsadó, aki felajánlotta, hogy segít Matthew Casey-nek indulni a Chicago Fire városi tanácsosi posztján túl. | Erdős Borcsa (4. évad. 19. epizód) (4. évad. 20. epizód) (4. évad. 23. epizód)                                                                                                  |
| Antonio Dawson                  | Jon Seda              | 1–7.                      | Nyomozó, a hírszerző egység egykori másodparancsnoka. Hank Voight személyesen kinevezett Dawson az ördög szószólója volt felettes tisztje mellett, és az egység csapatvezetője volt, valahányszor Voight távol volt. A 4. és az 5. évad között Dawson a Cook megyei államügyészség vezető nyomozói állását vette át, de visszatért a hírszerzéshez, miután unalmasnak találta a hosszú nyomozást. A 6. évadban Antonio kábítószer-függőségbe esett, és a fináléban visszaesett. Felmondott a képernyőn kívül, rehabilitációra vitték, majd később úgy döntött, hogy Puerto Ricóba költözik, hogy további segítséget kérjen. Gabriela Dawson megemlítette, hogy Antonio a Bahamák krízisreagáló csapatában van a Legjobb barát varázslatban. | Mészáros Béla |
| Hank Voight                     | Jason Beghe           | 1–8. 13.                  | A chicagói rendőrség őrmestere, jelenleg a 21. kerületi hírszerzési egység parancsnoka. Hank Chicagóban nőtt fel, egy Richard Voight nevű zsaru fiaként. Hank arra törekedett, hogy apja nyomdokaiba lépjen, mint rendőr. Gyermekkori barátai voltak, akik gyakran támogatták a célját, és tudták, hogy sikerülni fog. Nyolc évesen apját, Richardot szolgálata közben megölték. Hank-et ez megzavarta, és megfogadta, hogy megtiszteli azzal, hogy nagyszerű zsaru lesz, aki megvédi városát. Felnőtt életében Hank egy Camille nevű nőt vett feleségül, és ikreket vártak, de lányuk halva született, így fiuk, Justin Voight maradt . Hank teljesítette célját, hogy zsaru legyen, és a tőle telhető legjobban végezte a munkáját. Társa volt Alvin Olinskyval, aki a legközelebbi barátja lesz. 30 évvel ezelőtt Denny Woods-szal is partnere volt, de összevesztek, de mindketten bántóan tisztelték a másikat. Elmondása szerint fiatal zsaru korában ismerte, hogy Barbara Fletcher mindig belföldi telefonhívásokkal foglalkozott. Egy másik ponton Hank, Alvin és Jimmy Shi felvitték Browningot egy hajóra, ahol lelőtték, mielőtt a tóba dobták. Évekkel később befogadott egy Erin Lindsay nevű lányt, Bunny Fletcher lányát. Lindsay zaklatott volt, de az ő irányításával az egyik tiszttársa lett. Hank soha nem mondta el neki, hogy Erin születése előtt ismerte az anyját. Ismerte Erin testvérét, Teddy Courtneyt is , de nem tudott törődni vele, miután elveszett a nevelőszülői rendszerben. Voightnak feszült kapcsolata volt fiával, Justinnal, aki általában azért viselkedett, hogy felhívja apja figyelmét, általában befolyás alatt vezetett, drogozott és verekedett. | Kőszegi Ákos |
| Connie                          | DuShon Monique Brown  | 1–6.                      | Wallace Boden főtitkára. | |
| Stephen Dearing                 | John Judd             | 5.                        | | |
| Lind Laurel                     | Natalie Alyn          | 5.                        | | |
| Ken                             | Raymond McAnally      | 5.                        | | |
| Alan West                       | John Karna            | 5.                        | | |
| Jimmy Borrelli                  | Steven R. McQueen     | 4–5.                      | A negyedik évad "Let It Burn" című premierjében mutatták be a Truck 81 új jelöltjeként. A negyedik évadban rövid ideig randevúzik Jessica "Chilli" Chiltonnal, és rövid időre helyettesíti mentősként a 61-es Ambulance-on, miután elbocsátották. Miután bátyja meghalt egy összedőlt épületben, Boden főnököt hibáztatja, és visszaigazol a Truck 81-hez. Az ötödik évad elején bekövetkezett robbanás során súlyosan megsérül, ami miatt éjjel-nappal ápolásra szorul, és ezzel véget ért tűzoltói pályafutása. | Molnár Levente |
| Dallas Patterson                | Brian White           | 4.                        | Severide helyére új kapitány került, miután a felülvizsgálati bizottság túl magasnak találta a 3. osztag fluktuációját az ő vezetése alatt. Később átigazol, miután fellázadt a korrupt Riddle főnök helyettes ellen, aki azt remélte, hogy felhasználhatja Boden zászlóaljfőnöki posztjáról. | |
| Julian Robbins                  | Michael Cognata       | 6.–                       | Boden főnök sógora. | |
| Jake Cordova                    | Damon Dayoub          | 6.                        | Magabiztos, szívós tűzoltó, akit a 81-es kamionhoz osztanak be Otis ideiglenes pótlására, miután egy hívás során megsérült. | |
| Kyle Sheffield                  | Teddy Sears           | 7–8.                      | Orlovsky helyére kerül CFD lelkészként. A hetedik és a nyolcadik évadtól rövid ideig eljegyezte Sylvie Brett-et. | |
| Greg Grainger hadnagy           | Jon-Michael Ecker     | 9.                        | A 40-es Firehouse akit ideiglenesen az 51-es motorhoz rendeltek, miután Herrmann szabadságra távozott. Rövid ideig lazán randevúzik Brett-tel, amíg rájön, hogy a nő nem tud elköteleződni mellette, Casey-hez fűződő kapcsolata miatt. | |
| Mason Locke                     | Chris Mansa           | 9–10.                     | Egy volt elítélt, aki börtönben töltött idejéből tűzoltóképzésben részesült, de büntetett előélete miatt kiutasították a CFD-ből. Herrmann segít neki munkát találni egy tűzoltóságnál a Saint Paul (Minnesotában). Miután visszatért Chicagóba, Locke-ot végül Herrmann unszolására Kidd beszervezi a Truck 81-be. A tizenegyedik évad premierjén kiderült, hogy egy vidékibb területre költözött, és visszatért a futótüzek elleni küzdelemhez. | |
| Jason Pelham                    | Brett Dalton          | 10.                       | Egy úszó hadnagy, aki Casey távozását követően ideiglenesen vezette a Truck 81-et. Nehezen kezd a csapattal, főleg Gallóval, de fokozatosan kivívják egymás tiszteletét. Pelham azóta elakadt a rotációban, amióta korábbi kapitányát visszavonulásra kényszerítette. Boden megismeri a teljes történetet, és megbízik Pelhamben, de az osztályon sok felsőbb ember haragszik Pelhamre, és megpróbálja eltávolítani őt. A Firehouse 51 összeül, megmentve ezzel Pelham karrierjét. Ekkor megragadja az alkalmat hogy átigazoljon, és egy új csapatot vezessen, így Stella Kidd veszi át az irányítást. | |
| Evan Hawkins mentős vezető      | Jimmy Nicholas        | 10–11.                    | A CFD mentősök osztályának vezetője. Közelebb kerül Violet Mikamival, és végül szerelmi viszonyba kezdenek. Miután később kirúgja Emmát saját gyávasága miatt egy tűznél, Violet látszólag véget vet vele a dolgoknak, miután rájön, mennyi gondot okozott a kapcsolatuk. A tizenegyedik évad premierjén azonban kibékülnek, miután mindenért magára vállalja az áthelyezést egy új kerületbe. Tragikus módon, mielőtt az átadás hivatalossá válna, elhunyt egy égő mozi részleges összeomlásában, miközben megvédi a tűz áldozatát. | |
| Emma Jacobs                     | Caitlin Carver        | 10–11.                    | Ideiglenes mentős, aki Brett szabadságát tölti be. Bár eleinte barátságosnak tűnik, és kijön a kollégáival, fokozatosan kiderül, hogy hazudott élete bizonyos részleteiről, és titokzatos múltja van, amelyről szülővárosában törvényesen senki sem beszélhet.Végül kiderül, hogy szabotálja Violetet, hogy ellopja magának az állását és az állandó helyét, és egészen addig megy, hogy megzsarolja Violet szeretőjét Hawkins-t (a kapcsolatuk ismeretében) hogy áthelyezze vagy kirúgja Violetet, tudva, hogy Violet megvédésére vagy ellene való megtorlásra irányuló minden kísérletet különleges bánásmódnak fog tekinteni Violet iránt, és így mindkettőjük karrierjét károsíthatja, vagy akár véget is vethet annak. Amikor azonban egy várandós nő szülésére készül egy tűz közepén, Emma pánikba esik, és elhagyja a nőt, Violetet és a többi kollégát, hogy megmentse magát. Később, a tizenegyedik évad premierjén kiderül, hogy Hawkins beszámolt tetteiről a CFD vezetőinek, aminek következtében látszólag teljesen kirúgták az osztályról. A szezon későbbi szakaszában azonban újra felbukkan, miután valamilyen módon munkát kapott a CFD belügyi részlegénél. Kezdetben arra használja az új pozícióját, hogy folytassa viszályát Violettal és a többi 51-essel, amíg az előbbi meg nem találja és megmutatja Hawkins zsarolási kísérleteiről feljegyzett bejegyzéseit a főnökének, ami azt eredményezi, hogy ismét kirúgták a CFD-ből, ezúttal végleg. | |
| Pouch a kutya                   |                       | 1–4.                      | Mills egy kutyát ad egy családból, aki nem tudott gondoskodni róla. Herrmann, Boden főnök és Mouch eleinte nem döntenek, de végül beleegyeznek abba, hogy a csapat örökbe fogadja. Pouch nevét Herrmann döntötte el, aki azt javasolja, hogy Mouch után nevezzék el Pouch néven. A negyedik évadban az 51 lehetővé teszi, hogy egy CPD-nyomozó fia fogadja örökbe. | |
| Tuesday a kutya                 |                       | 7–10.                     | Ritter dalmát kutyája. Elszakadási szorongása van, ezért Ritter beviszi a tűzoltóházba, és végül ő lesz a tűzoltó kutyája, és helyettesíti Pouchot. | |
| Bianca Holloway                 | Jenny Mollen          | 4.                        | Egy chicagói rendőrségi nyomozó volt, aki szolgálatteljesítés közben vesztette életét a chicagói tűzvészben. | Böhm Anita |
| Derek Gibson                    | Rome Flynn            | 12.                       | Egy sötét múltú amatőr bokszoló. A 2024. március 27-ei epizódban elhagyta a sorozatot, hogy kábítószer-függősége miatt kezelést kérjen. | |
| Jack Damon                      | Michael Bradway       | 12–13.                    | Egy tűzoltó, aki csatlakozik a Truck 81-hez, és később kiderül, hogy Kelly Severide féltestvére. | |
| Monica Pascal                   | KaDee Strickland      | 13.                       | Dom Pascal zászlóaljfőnök elhidegült felesége. Autóbalesetben vesztette életét a 13. évad „Too Close” című epizódjában. | |
| Trudy Platt                     | Amy Morton            | 2–13.                     | A Chicagói Rendőrkapitányság 21. kerületének őrmestere. Kim Burgess és Kevin Atwater közvetlen felettese volt, mielőtt előléptették őket a Hírszerző Egységbe. Randall McHolland hadnagy felesége. | Kovács Nóra |
| Clarice (Chicago Fire)          | Shiri Appleby         | 1.                        | Leslie Shay várandós volt barátnője, aki rövid időre újraéleszti kapcsolatukat. | Martin Adél |
| Nancy Annalyn Casey             | Kathleen Quinlan      | 1.                        | Matthew és Christie Casey anyja, akit azért zártak be, mert 1997-ben, tizenöt évvel a sorozat kezdete előtt, meggyilkolta verbálisan bántalmazó apjukat és férjét, Gregoryt. A börtönben elhidegült gyermekeitől, de Casey sikeresen kiengedi Nancyt, és a feltételes szabadlábra helyezés részeként vele marad. A dolgok azonban feszültté válnak, amikor Casey kellemetlen érzésének ad hangot amiatt, hogy néhány órával szabadulása után elmegy egy "levéltársához", és összeköltözik egykori cellatársával, de nem azelőtt, hogy azt mondaná gyermekeinek, hogy javítsák kapcsolatukat. | |
| Renée Royce                     | Sarah Shahi           | 1–2. 6.                   | Kelly Severide hadnagy volt barátnője. Renée vonzódni kezd Kellyhez, miután megmenti őt egy közlekedési balesetben, és randevúzni kezdenek, de kapcsolatuk megszakad, mert Renéenek Madridba kell költöznie egy előléptetés miatt. Kelly először azt fontolgatja, hogy vele tart, de az apja rábeszéli, hogy soha nem lenne boldog, ha feladná tűzoltói pályafutását, ezért inkább marad, és szakít Renéevel. Néhány hónappal később, az első évad fináléjában visszatért Spanyolországból, és bejelentette, hogy Kelly Severide gyermekét várja. A második évadban kiderül, hogy a baba nem Severide-é, így ő és Kelly aztán végleg szakítanak. A hatodik évad vége felé néhány epizódra ismét visszatért Chicagóba. | Pikali Gerda |
| Eric Whaley                     | Shane McRae           | 1.                        | Egy tűzoltó, aki a kísérleti műtét után Severide és a testvér, Renée Whaley utánpótlását töltötte be. Nyilvánvalóan Kellynek adta ki, miután 2 nappal az esküvőjük előtt kiadta Renée-t, különösen akkor, amikor a nő három hónapos kómában volt, miután elfogyasztotta a fájdalmát, és egy autóbalesetet szenvedett, és soha nem hallott Kellyről. Shaytől értesült arról, hogy Renée megcsalta Kellyt egy volt barátjával, és elmondta, hogy alig beszélt a családjával, nem is beszélve arról, hogy nehéz volt őt megtalálni. | Czvetkó Sándor |
| Jose Vargas                     | Mo Gallini            | 1.                        | A közelmúltban átigazolt a 3. osztaghoz a Truck 81-ből. Tizenhat éves veteránként kénytelen visszavonulni, miután megsérült egy raktártűzben, és öngyilkosságot fontolgat, és leugrott lakóházának tetejéről, de Severide és és Casey lebeszélik róla. | Zöld Csaba |
| Julia Willhite nyomozó          | Melissa Sagemiller    | 1.                        | Volt nyomozó a CPD hírszerző egységében. Nagyon szenvedélyes volt a munkája iránt, és kedvelték munkatársai, még a felettesei is. Különösen közel állt Antonio Dawsonhoz és Erin Lindsay-hez, az egység többi tagjához. Jules és Erin szoros barátságot ápoltak, főleg annak a ténynek köszönhetően, hogy ők voltak az egyetlen női nyomozók a hírszerző egységben. A munkán kívül Jules szerető és odaadó feleség és kétgyermekes anya volt. Míg munkája megerőltető volt, mindig szakított időt a családjára, munkát nem hozott haza magával. Belehalt a nyaki sérülésekbe, amelyeket Pulpo egyik embere szerzett puskával. | Zsigmond Tamara |
| Heather Darden                  | Chaon Cross           | 1–2.                      | A néhai Andy Darden felesége volt. Neki és Andynek két gyereke van, mindketten fiúk, Ben és Griffin. Heather Kelly Severide-ot hibáztatja férje haláláért, mert szerinte ő lett az oka annak, hogy Andy tűzoltó lett. Feleségül vette Andrew Darden-t , amíg a kísérleti epizódban meg nem haltak . Ezek után továbbra is közel áll Matthew Caseyhez , de úgy véli, hogy Kelly Severide hibája volt, hogy Andyt megölték. Az A Problem House című epizódban Heather a barátnőivel van kint Andy halálának első évfordulóján, amikor összetöri az autóját. Ittas állapotban vezetett, autójának utasa, egyik legjobb barátja meghalt. Heathert bebörtönzik DUI és járműgyilkosság miatt. 15 hónap börtönbüntetést kap. Amíg ő börtönben van, fiai, Ben és Griffin Casey-vel maradnak. A No Regrets során Heather a túlzsúfoltság miatt idő előtt szabadul a börtönből. Felhívja Caseyt, hogy közölje vele ezt a hírt, és örül, amikor fiai örömüket fejezik ki emiatt a hívás során. Boldogan találkozott újra fiaival. Mindannyian Floridába indulnak, amikor felkínálnak neki egy lakásmenedzser pozíciót. A Chicagóba visszatért Griffin a Counting Your Breaths című epizódban felfedi Casey-nek, hogy anyja az egész országba költöztette őt és bátyját, hogy ürügyként kezdhessék újra, mivel az új floridai életük soha nem sikerült. Oregonban Heather megkapta negyedik DUI-ját, és jelenleg börtönben van. Griffin bevallotta, hogy a Caseyvel töltött idő a legstabilabb környezet volt, amelyben ő és Ben volt gyermekkoruk során. | Solecki Janka |
| Spellman hadnagy                | John Hoogenakker      | 2.                        | Egy tűzoltó, akit Clarke-kal együtt az 51-es Firehouse-ba osztanak be, miután a városi költségvetési megszorítások miatt le kell számolni az osztályt. Végül Gail McLeod vakondjaként kiütik, és kénytelen kiszállni a tűzoltóházból. | Szvetlov Balázs |
| Devon (Chicago Fire)            | Vedette Lim           | 2.                        | Leslie Shay volt barátnője. Kapcsolatuk azután ért véget, hogy ellopta Shay-t és szobatársait. Kénytelen volt visszaadni néhány dolgot. | Bogdányi Titanilla |
| Anna (Chicago Fire)             | Mouzam Makkar         | 1.                        | Kelly Severide hadnagy volt barátnője, egykori lángész- és gyógyszerésznő, akitől Kelly tablettákat kér sérülési fájdalmainak kezelésére, ami a karját érte egy építési baleset során, azonban jobban érdekli őt kapcsolatuk újraélesztése. | Nádasi Veronika |
| Allison Rafferty                | Christine Evangelista | 2.                        | Vezető mentős. Dawsont pótolja, miután elkezdi a képzést az akadémián, hogy tűzoltó legyen. | Molnár Ilona |
| Erin Lindsay                    | Sophia Bush           | 2–5.                      | A CPD hírszerzői egység egykori tagja. Társa volt Jay Halstead nyomozónak egészen addig, amíg az FBI-hoz nem távozik, partnerségét és pozícióját Hailey Upton nyomozó veszi át. Együttérez a kiszolgáltatott fiatalok iránt, ahogy tud. Sikertelen kísérletet tesz egy 17 éves prostituált és heroinfüggő Nadiára, hogy rávegye a kábítószer-rehabilitációra, később pedig sikeresen segít neki eljutni oda, és lehetővé teszi számára, hogy vele éljen, mielőtt kijózanodott, és munkát is kapott az állomáson. Nagyon törődik Hank Voighttal, miután segített az életének jobbá tételében, miután fájdalmas életet élt át édesanyjával. Erin úgy tekint Hankre, mint az apjára, aki soha nem volt, mert felnevelte és támogatta. Emiatt gyakran elkapott pillanatokba vele a munkahelyén a munkatársaik előtt. Ettől függetlenül szerette őt, amiért mindig hitt benne. Ezt kiterjesztette a család többi tagjára is, akik lassan tiszteletbeli tagjává fogadták. 1985. április 11-én született. Lindsay korai gyermekkoráról keveset tudunk, kivéve, hogy mostohaapja bántalmazta, anyja pedig drogfüggő volt. Közel volt a féltestvéréhez, Teddy Courtneyhoz , akitől valamikor később elváltak. Ismeretlen, Teddy pedofil áldozata lett, miután egy gyermekkereskedő gyűrű elrabolta. 15 éves korában illegális utcai tevékenységekben vett részt (esetleg kábítószer, verekedés stb.). Később találkozott Hank Voight nyomozóval , aki rossz helyzetbe került, és a CI-jává tette, hogy ne kerüljön börtönbe. Egy eset után megsajnálta, és magához vette feleségével együtt . Erint a pár saját fiukkal, Justin Voighttal együtt nevelte fel . Amikor 16 éves volt, Hank beírattatta a Szent Ignác Iskolába, hogy újrakezdje, de az iskolában tanuló lányok hamar rájöttek a múltjára. Szent Ignác alkut kötött Hankkal , hogy ha Lindsay összeverekedne, kiutasítják. Lindsay úgy döntött, hogy eltűri a zaklatást, ahelyett, hogy csalódást okozna Hanknek . Erin lassan elfogadta Hanket és családját helyettesítő családként, mivel megmutatták neki azt a szeretetet, amely hiányzott a biológiai "családjából". Végül csatlakozott a CPD-hez, miután Hank inspirálta . Egyenruhás első heteinek egyikén elkapott egy fiatal fiút bolti lopáson. A fiú kivette a zsebéből, és visszatette. Bármit kapott, amit kapott, majd lövéseket hallott. Kiszaladt, és látta, hogy a fiú holtan fekszik a földön, miközben két férfi elhajtott. Még mindig bűnösnek érzi magát emiatt, és elmondja ezt Kelly Severide-nak. Keményen dolgozott, és hamarosan kiérdemelte a junior nyomozói rangot. | Roatis Andrea |
| Pat Pridgen                     | Matthew Del Negro     | 3.                        | A Firehouse 51 ideiglenes vezetője volt, miközben Wallace Boden szabadságot vett ki. Korábban ő volt a Firehouse 17 vezetője, mielőtt Gail McLeod bezárta. Pridgen tíz évig dolgozott egy tűzmegelőzési íróasztalnál, ami végül lehetővé tette számára, hogy tűzoltóparancsnokként dolgozzon. Ő vezette a 17-es Firehouse-t annak bezárásáig, és az ő parancsnoksága alatt ez volt az egyik legrosszabbul működő ház a városban. Kezdetben megpróbál kijönni a Firehouse 51 tagjaival, de túlzásba viszi a vicceket, és végül megsérti és megalázza csapatát. Továbbra is Gutter Ball becenéven szólította Otist, annak ellenére, hogy senki más nem vette fel, Otisnak pedig nem tetszett a becenév, és amikor Joe Cruz megpróbálja elmondani neki, hogy túl messzire megy, a súlyát sértő megjegyzést tesz. Miután megsérti Joe Cruz súlyát, a tűzoltóság azonnal gyűlölni kezdi, és Boden főnökhöz megy, Severide pedig Joel Tiberg kerületi főnök-helyetteshez. Az első műszakban, miután megtudta, hogy Casey összejön a volt feleségével, úgy tűnik, bosszút forral ellene. Kelly Severide-dal beszél róla, és azt mondja, hogy szerinte egy hanyag céget vezet, és tiszteletlen a hatóságokkal szemben. Annak ellenére, hogy nem ért egyet vele, Pridgen megpróbálja megvesztegetni Severide-ot, hogy kémkedjen Casey után, de ő visszautasítja az ajánlatot. Egy hívást követően Pridgen ismét megsérti Otist, miután az elakad a házban. Casey azt mondja, hogy nem szabad ilyen tiszteletlenül bánnia az embereivel, és hogy Otis túlbuzgó volt és csapdába esett, az az volt, hogy bizonyítani akart. Pridgen behívja Casey-t és Severide-ot az irodájába, és azt mondja, hogy nem fogja kiállni az engedetlenséget, annak ellenére, hogy korábban megdicsérte Severide-ot, amiért felhívta Pridgen parancsait. Egy lakástűz során Pridgen átcsoportosítja a 81-es teherautót egy másik helyzetbe, ahol egy férfi megsérült a lábán a lépcsőn leesve. Ez viszont ahhoz vezet, hogy a lakástűznél létszámhiány van, az épület menedzsere visszalopakodott az épületbe, majd végül leesett a harmadik emeletről, és életveszélyes állapotba került. Vizsgálat indul az 51-es Firehouse és a Pridgen által hozott döntések ügyében. Pridgen hazudik, és megpróbálja Casey-t hibáztatni, mondván, hogy a rendelkezésére álló információk alapján úgy vélte, hogy ez egy sürgősebb hívás, mint amilyen volt, és Casey-nek ezt észre kellett volna vennie, és hamarabb vissza kellett volna térnie a tűzhöz. Amikor Severide eltérő kijelentést tesz, Pridgen azt sugallja, hogy jó kapitány lenne, és megfoszthatják a címétől. Severide azt mondja, hogy nem módosítja nyilatkozatát. Közleményt ír Tommy Welchnek, miszerint a teherautót életveszélyes sérülés miatt eltérítették, de Welch nem hajlandó aláírni. Pridgen kidobja a házból. Welch nyilatkozatot ad Severide mellett, amely felmenti Pridgent a parancsnoksága alól. Amikor Casey rajtakapja Tommy Welch-et, amint a cuccait összepakolja, kezet fog és megköszöni. Kubai szivart szív. Volt felesége Beth, aki 10 évvel fiatalabb nála. Elmondása szerint elkeseredett és gonosz lett, miután a tűzoltóháza leállt. | Welker Gábor |
| Miss Larock                     |                       | 1.                        | | Menszátor Magdolna |
| Sandra Sherman                  |                       | 1.                        | Az önkormányzat jogi osztályán dolgozik. | Csere Ágnes |
| Rick Newhouse                   | Edwin Hodge           | 3.                        | Átigazolás a kitalált 6-os osztagból. Tapasztalata és karizmatikus személyisége gyorsan megnyeri Severide-ot és a többi embert, bár Herrmann kezdetben ellenszenves volt vele. Szolgálaton kívül dolgozik,és munkatársait "kliensköréről" szóló történetekkel szórakoztatja. | |
| Scott Rice                      | Warren Christie       | 3.                        | Severide régi barátja, akit Newhouse helyére visz át az átigazolást követően. Hamarosan szakadás alakul ki az osztag és a teherautó között, miután az utóbbi meggyanítja, hogy tüzet olt ki. Miután bebizonyosodott, bevallja, hogy fél a fia árvává válásától, ezért elengedik az 51-ből. | Fehér Tibor |
| April Sexton                    | Yaya DaCosta          | 3–6. 8. 9.                | April Alfonso és Marcia Sexton brazil bevándorlók legidősebb gyermeke és egyetlen lánya. Van egy Noah nevű öccse, akiről a szülei mindig is azt állították, hogy az orvos lesz, ami miatt April átsegítette az orvosi egyetemen, saját karrierje rovására. Katolikusnak nőtt fel, és Szent Ferenc csodálatában. Kelly Severide gyerekkori barátja, akivel később romantikus kapcsolat alakult ki. April a 6. évad végén elhagyta a sürgősségi osztályt, hogy továbbtanuljon ápolónőnek. A 8. évadban visszatér Chicagóba, és újraéleszti kapcsolatát Ethan Choi-val, és végül összeházasodnak. Ethan úgy dönt, elhagyja Gaffney-t, és együtt elindítják a közösségi orvosi vezetést segítő programjukat, a DOCS on Wheels-t. | Lamboni Anna |
| Vanessa Rojas                   | Lisseth Chavez        | 8.                        | Chicagói rendőrtiszt és a chicagói rendőrség hírszerző egységének korábbi tagja. Egy okos, kitartó, és rettenthetetlen beépített rendőr. A szervezett bűnözés elleni osztályra osztották be, majd Voight őrmester toborozta a hírszerző egység tagjává. | |
| Cindy Herrmann                  | Robyn Coffin          | 1–13.                     | Christopher Herrmann felesége és öt gyermekük anyja. | Csizmadia Gabriella |
| Ingrid Mills                    | Linda Powell          | 1–3.                      | Peter Mills és Elise Mills anyja. Feleségül vette Henry Mills tűzoltót, akinek rasszista családja ezt nem hagyta jóvá. Két gyerekük volt, és egy ideig boldogok voltak, de válásuk során kezdett egy rövid kapcsolatot Wallace Bodennel. Amint rájött, hogy Ingrid és Henry még mindig éreznek valamit egymás iránt, hátrébb lépett. Férjével kibékültek, együtt maradtak, amíg meg nem ölték őt a szolgálat teljesítése közben. Később kiderült, Henryt egy sorozatgyújtogató ölte meg. Chicagóban volt egy étterme, de leég egy gyújtogató miatt. Nagyon aggódott, amikor a fia beszaladt, hogy átvegye apja kitüntetéseit, de sértetlenül jött ki. Ebből kifolyólag nincs hol pénzt keresniük, de annak köszönhetően, hogy Peter kapcsolatba került a nagyapjával, bekerült a végrendeletbe, és rájönnek, hogy van pénze, amivel működtethetik Henry észak-karolinai éttermét, Peterre hagyták, ő és Elise Észak-Karolinába költöznek, hogy ott dolgozzanak, majd Peter később velük távozott. | Kocsis Mariann |
| Elise Mills                     | Alexandra Metz        | 1–3.                      | Peter Mills nővére. Az anyjával segít a családi étterem vezetésében, arra ösztönzi Petert, hogy kövesse a közszolgálat iránti szenvedélyét. | Csondor Kata |
| Dr. Kendra Perrington           | Karen Aldridge        | 1–3.                      | Kezelőorvos, aki szerepelt a Chicago Fire-ben és a Chicago Med-ben is. | |
| Anna Turner                     | Charlotte Sullivan    | 5.                        | Rövid ideig Kelly Severide barátnője volt, akit úgy ismert meg, hogy csontvelőjét adományozta neki. Leukémiában szenvedett, amely Severide adományát követően javulni látszott; azonban végül belehalt a betegségébe. | Haffner Anikó |
| Jay Halstead                    | Jesse Lee Soffer      | 2. 3. 5. 6. 7. 8.         | Jason "Jay" Halstead a CPD Intelligence Unit egykori tagja és volt felesége, Hailey Upton nyomozó volt partnere. Jay Dr. Will Halstead öccse, a Chicago Med egykori főszereplője. Halsteadék Chicagóból származnak. A családjukról keveset tudnak, mivel egyik testvér sem beszél róla sokat. Jay testvére, Will, a Chicago Med orvosa megemlíti, hogy ők a történelmileg írek által lakott Canaryville South Side negyed harmadik generációs lakói. Kékgalléros ír katolikus származásúak, és mindkét testvér katolikus iskolába járt. Mindkettőjüket gyerekként zaklatták, de mindig ragaszkodtak hozzá, és tiszteletet érdemeltek ki társaitól. Édesanyjuk rákban halt meg. Egyik testvér sem volt jó kapcsolatban apjukkal, Pat-tal, mivel ő helytelenítette pályaválasztásukat. Jay azt is megemlíti, hogy Pat az Akadémia érettségijén sem vett részt. Ezért közel 2 éve nem beszélt Pattel, de még mindig szerette. Míg Will ki tudott békülni vele, Jay soha nem, és csak Pat halála után fedezte fel, hogy az utóbbi valójában büszke is rá. Később bevallja Uptonnak, hogy hasznosnak találta a terápiát, bár Halstead csak a 6. évad Trigger epizódjában beszél hosszasan arról, hogy milyen hatással volt rá a tengerentúlon töltött idő, és elmondja Uptonnak, hogy megtanulta kezelni a PTSD-t, és nem hagyta, hogy a múltbeli trauma meghatározza őt. | Horváth-Töreki Gergely |
| Dr. Hannah Tramble              | Laurie Holden         | 3.                        | A Gaffney Chicago Medical Center egykori traumatológusa. Megoperálta Kelly Severide-ot egy kórházi robbanás után. Peter Mills és Sylvie Brett mentősök segítették. | Solecki Janka |
| Adam Ruzek                      | Patrick John Flueger  | 3. 4. 6. 7. 8. 9. 13.     | Tiszt a CPD hírszerző egységének tagja. Kim Burgess nyomozó partnere és vőlegénye. Szülei elváltak, amikor még gyerek volt. Bob Ruzek, az apja Voight őrmesterrel és Olinsky nyomozóval, Adam korábbi partnerével szolgált. Valószínűleg ez az oka annak, hogy Adam rendőr akart lenni. Adam felnőttként nagyon közel állt apjához, aki elfoglalt munkájából annyi időt töltött vele, amennyit csak tudott. 18 éves korában Adam eljegyezte barátnőjét, Nicole-t, de szakítottak, mivel mindketten túl fiataloknak érezték magukat. Később a rendőrakadémián vett részt. Amikor a hírszerzésnek egy titkos tisztre volt szüksége, Adamet azonnal elvitték az Akadémiáról. Azóta az Intelligence tagja maradt. Később eljegyzett egy Wendy nevű nőt. Nem árult el túl sokat arról, hogy mi történik a munkahelyén, hogy megvédje. Kimutatták, hogy szoros és játékos kapcsolatuk van, és oda-vissza küldözgettek egymásról készült képeket. Bár Adam nagyon vágyik a tetszésnyilvánításra, néha impulzív döntéseket hoz (például fogadja a vőlegénye hívását a kitüntetés során). Ez olyan mértékű súrlódást okoz közte és Olinsky között, hogy a Különböző hibák című filmben Olinsky ideiglenesen Kevin Atwater járőrtisztet csatlakoztatta a hírszerző egységhez, míg Ruzeket lefokozták, hogy Burgess-szel járőrözzen, Olinsky pedig azért teszi ezt, mert úgy gondolta, hogy Ruzek nem értékelte, hogy a hírszerzésben van, mivel egyenesen a CPD Akadémiáról vették fel az egységbe. | Zámbori Soma |
| Patricia Vasquez                | Blanca Camacho        | 4.                        | | |
| Renée Whaley                    | Kelli Barrett         | 1.                        | Kelly Severide volt menyasszonya. | |
|                                 | Beatriz Jamaica       | 2.                        | | |
| Amy Bell                        | Anne Acker            | 4.                        | | |
| Jack Nesbitt                    | Eric Mabius           | 3–4.                      | Egy korábbi CFD tűzoltó klubtulajdonos és a Stiletto's sztriptízklub alapítója. Felbérelte Matthew Casey-t, hogy építsen a klubbővítéshez. Köztudott, hogy bolgár gengszterekkel dolgozik, akik akaratuk ellenére prostitúció céljából csempésznek kelet-európai nőket. Hamar megtudta, hogy Casey Hank Voight nyomozó informátoraként dolgozik a chicagói rendőrségen, és hogy Katya Antov információkat ír le a csempészekről. Jacket később letartóztatják, de nem azelőtt, hogy Casey megverte. Később kiderül, hogy FBI informátor. Amikor Casey megtalálta Katya jegyzetfüzetét, Nesbitt sarokba szorította, és fegyvert rántott rá, követelve a bizonyítékokat. A CPD és az FBI azonnal őrizetbe vette. | Szatmári Attila |
| Maggie Lockwood                 | Marlyne Barrett       | 4–8.                      | A Gaffney Chicago Medical Center sürgősségi osztályának felelős ápolója Chicagóban, Med megyében. A főnővér, aki ismeri a személyzet szívét, és mindenkiét, aki átlépi a sürgősségi osztály ajtaját. A Bűnös Chicagoban és a Chicago Medben is szerepel. | Nádasi Veronika (4. évad 16. epizód) / Kocsis Mariann (5. évad 6. epizód) (5. évad 7. epizód) (5. évad 9. epizód) (5. évad 13. epizód) (5. évad 15. epizód) (6. évad 7. epizód) |
| Detective Olivia Benson         | Mariska Hargitay      | 1. 3.                     | A manhattani SVU parancsnoka a New York-i rendőrség 16. körzetében, a Law & Order: Special Victims Unit területén. A manhattani különleges áldozatok egységének parancsnoka. Az SVU átvétele előtt Benson SVU-nyomozóként dolgozott, és több mint tizenkét évig volt partnere Elliot Stablerrel. Elliot lemondását követően Benson elsősorban Nick Amaróval dolgozott, mielőtt ő őrmester lett, és átvette az SVU egységet Donald Cragen kapitánytól. 2015-ben Oliviát hadnaggyá léptették elő, de áthelyezik a közösségi ügyek osztályára, és Mike Dodds veszi át a manhattani különleges áldozatok egységének megbízott parancsnoki tisztét. Később visszahelyezték az SVU hadnagyaként. | Náray Erika |
| Mary Holloway                   | Jaclyn Hennell        | 4.                        | Bianca Holloway chicagói rendőrségi nyomozó húga, aki szolgálatteljesítés közben vesztette életét a chicagói tűzvészben. | Törtei Tünde |
| Chloe Cruz (született: Allen)   | Kristen Gutoskie      | 7–12.                     | Joe Cruz tűzoltó felesége. Chloe egy kedves, vidám, vagány, imádni és szeretnivaló lány. | Böhm Anita |
| Dr. Daniel Charles              | Oliver Platt          | 3. 4. 5. 11. 13.          | A Gaffney Chicago Medical Center pszichiátriai osztályának vezetője. Többször szerepelt a Chicago Fire-ban, a Bűnös Chicago-ban és a Chicago igazságszolgáltatás-ban is. Daniel négyszer nősült. Első felesége Caroline "CeCe" Charles volt , akivel egy lánya született, akit Robinnak hívtak . Robin epidemiológus, aki egy ideig a Mednél dolgozott, és romantikus kapcsolatban volt Connor Rhodesszal . CeCe- vel kötött házassága szakítást okozott szüleivel, akik megtagadták, hogy egy afro-amerikai nőt vegyen feleségül. Emiatt három évtizede nem látta édesanyját. Második felesége Susan Charles volt , akivel Anna nevű lánya született. Susan és Anna válásuk után Milwaukee-ba költöztek, de az 5. évadban egy időre visszatértek. Harmadik feleségéről nem sokat tudni, kivéve azt, hogy Spanyolországból származott, és szerette a költőt, Lorcát. Danielnek volt egy Tommy nevű bátyja , aki kábítószer-túladagolásban halt meg. Még mindig tartja a kapcsolatot unokaöccsével, Mattyval , aki apjához hasonlóan szintén kábítószer-függő lett, de sikerült felépülnie. Daniel depresszióval küzd, amelyre antidepresszánsokat szed. Több ponton úgy döntött, hogy öngyógyítást folytat az adagolás módosításával, mivel a gyógyszer zsibbadt, gyakran az ideálisnál gyengébb eredménnyel. Miután visszatért Chicagóba, hogy kísérleti kezelést kérjen rákos betegségére, Daniel újra feleségül veszi CeCe-t egy meglepetésszerű hawaii esküvői ceremónián, amelyen részt vett édesanyja is, akivel kibékült. CeCe röviddel az I Can't Imagine the Future után elhunyt limfómában. A Guess It Doesn't Matter Anymore-ban látható, hogy meglátogatja a sírját. Danielnek volt egy Tommy nevű bátyja , aki kábítószer-túladagolásban halt meg. Még mindig tartja a kapcsolatot unokaöccsével, Mattyval , aki apjához hasonlóan szintén kábítószer-függő lett, de sikerült felépülnie. Daniel depresszióval küzd, amelyre antidepresszánsokat szed. Több ponton úgy döntött, hogy öngyógyítást folytat az adagolás módosításával, mivel a gyógyszer gyakran az ideálisnál gyengébb eredményú hatást vált kit. Valószínűleg 58 éves volt 2019 januárjában. | Harmath Imre |
| Danny Borrelli                  | Andy Ahrens           | 4.                        | Jimmy Borrelli bátyja volt. Danny a 67-es egység tagja volt. Miután megérkezik az 51-es Firehouse-ba, ahol üdvözli a csapatot, és megalázza öccsét, Jimmyt, akit bebugyoláltak, megkötöztek, és a csupasz bőrére ragasztott ragasztószalaggal és vécépapírral kínoztak, és tűzoltóként sörszag terjengett rajta. Danny cselekedete rossz benyomást keltett testvérében, mint jelöltben. Az I Walk Away-ben Danny meglátogatja a bátyját, és elmondja neki, hogy az lenne a legjobb, ha elköltözne a ház sok gondja után. Azonban irritálja, hogy testvére nem hajlandó elmenni, de később tiszteletben tartja a választását. Dannyt a szolgálat teljesítése közben ölték meg, amikor visszament egy épületbe, mert azt hitte, zajt hallott, de senki sem volt ott. Ezután néhány lehulló törmelék összezúzta, miközben testvére megpróbálta megmenteni. | Joó Gábor |
| Jamie Killian                   | Rachel Nichols        | 4.                        | Ügyvéd, egy chicagói irodában dolgozik. Korábban Kelly Severide-dal járt egy ideig. Kelly megtudta, hogy ügyvédi irodája egy Roger Maddox nevű korrupt ingatlanmágnást képvisel, és szilárd információkkal szolgált arról, hogy a CFD cserébe megőrzi állását. Később megtudta, hogy Roger piszkos taktikára váltott, és felbérelt egy fiatal hölgyet, hogy állítsa be Bodent, és bántalmazza, hogy lejáratja őt. San Diegóból, Kaliforniából származik. | Solecki Janka |
| Orlovsky tiszteletes            | Gordon Clapp          | 3–6.                      | Káplán, lelkész, aki spirituális tanácsokat és terápiát kínál. | Orosz István |

## Évados áttekintés
| Évad | Évad | Epizódok | Eredeti sugárzás     | Eredeti sugárzás  | Eredeti adó         | Magyar sugárzás    | Magyar sugárzás | Magyar adó |
| Évad | Évad | Epizódok | Évadpremier          | Évadfinálé        | Eredeti adó         | Évadpremier        | Évadfinálé      | Magyar adó |
| ---- | ---- | -------- | -------------------- | ----------------- | ------------------- | ------------------ | --------------- | ---------- |
|      | 1    | 24       | 2012. október 10.    | 2013. május 22.   |                     | 2012. november 26. | 2013. július 7. |            |
|      | 2    | 22       | 2013. szeptember 24. | 2014. május 13.   | 2014. október 6.    | 2015. január 19.   |                 |            |
|      | 3    | 23       | 2014. szeptember 23. | 2015. május 12.   | 2016. február 24.   | 2016. augusztus 4. |                 |            |
|      | 4    | 23       | 2015. október 13.    | 2016. május 17.   | 2016. augusztus 11. | 2017. február 5.   |                 |            |
|      | 5    | 22       | 2016. október 11.    | 2017. május 16.   | 2018. január 17.    | 2018. június 20.   |                 |            |
|      | 6    | 23       | 2017. szeptember 28. | 2018. május 10.   | 2018. június 27.    | 2018. december 5.  |                 |            |
|      | 7    | 22       | 2018. szeptember 26. | 2019. május 22.   | 2023. február 14.   | 2023. február 14.  |                 |            |
|      | 8    | 20       | 2019. szeptember 25. | 2020. április 15. | 2023. február 14.   | 2023. február 14.  |                 |            |
|      | 9    | 16       | 2020. november 11.   | 2021. május 26.   | 2023. augusztus 1.  | 2023. augusztus 1. |                 |            |
|      | 10   | 22       | 2021. szeptember 22. | 2022. május 25.   | 2024. augusztus 1.  | 2024. augusztus 1. |                 |            |
|      | 11   | 22       | 2022. szeptember 21. | 2023. május 24.   | 2025. augusztus 1.  | 2025. augusztus 1. |                 |            |
|      | 12   | 13       | 2024. január 17.     | 2024. május 22.   |                     |                    |                 |            |
|      | 13   | 22       | 2024. szeptember 25. | 2025. május 21.   |                     |                    |                 |            |
|      | 14   | 21       | 2025. október 1.     | 2026.             |                     |                    |                 |            |

## Díjak és jelölések
| Év   | Díj                                    | Kategória                                                                       | Jelölt                                                    | Eredmény |
| ---- | -------------------------------------- | ------------------------------------------------------------------------------- | --------------------------------------------------------- | -------- |
| 2013 | ASCAP Film and Television Music Awards | Legjobb televíziós sorozat                                                      | Lángoló Chicago                                           | Elnyerte |
| 2013 | Imagen Foundation Awards               | Legjobb színésznő televíziós sorozatban                                         | Monica Raymund                                            | Elnyerte |
| 2013 | Imagen Foundation Awards               | Legjobb televíziós sorozat                                                      | Lángoló Chicago                                           | Jelölve  |
| 2013 | Imagen Foundation Awards               | Legjobb színész televíziós sorozatban                                           | Joe Minoso                                                | Jelölve  |
| 2013 | Online Film & Television Association   | Legjobb hang televíziós sorozatban                                              | Jeffery Kaplan, Todd Morrissey, Peter Reale, Alex Riordan | Jelölve  |
| 2013 | Prism Awards                           | Legjobb drámai televíziós epizód - "Szakmai lovagiasság"                        | Chicago Fire                                              | Elnyerte |
| 2013 | Teen Choice Awards                     | Legjobb televíziós akciósorozat                                                 | Lángoló Chicago                                           | Jelölve  |
| 2013 | Teen Choice Awards                     | Legjobb színész televíziós akciósorozatban                                      | Jesse Spencer                                             | Jelölve  |
| 2013 | Teen Choice Awards                     | Legjobb színésznő televíziós akciósorozatban                                    | Monica Raymund                                            | Jelölve  |
| 2014 | Imagen Foundation Awards               | Legjobb mellékszereplő színész televíziós sorozatban                            | Joe Minoso                                                | Jelölve  |
| 2014 | Imagen Foundation Awards               | Legjobb mellékszereplő színésznő televíziós sorozatban                          | Monica Raymund                                            | Jelölve  |
| 2014 | People's Choice Awards                 | Kedvenc televíziós drámasorozat                                                 | Lángoló Chicago                                           | Jelölve  |
| 2015 | Imagen Foundation Awards               | Legjobb mellékszereplő színész televíziós sorozatban                            | Joe Minoso                                                | Jelölve  |
| 2015 | Imagen Foundation Awards               | Legjobb mellékszereplő színésznő televíziós sorozatban                          | Monica Raymund                                            | Jelölve  |
| 2015 | People's Choice Awards                 | Kedvenc televíziós drámasorozat                                                 | Lángoló Chicago                                           | Jelölve  |
| 2015 | People's Choice Awards                 | Kedvenc színész televíziós drámasorozatban                                      | Taylor Kinney                                             | Jelölve  |
| 2015 | People's Choice Awards                 | Kedvenc televíziós karakter, aki a leginkább hiányzik                           | Lauren German                                             | Jelölve  |
| 2015 | Prism Awards                           | Legjobb több részen átívelő történet televíziós drámasorozatban – Mental Health | Lángoló Chicago                                           | Elnyerte |
| 2016 | People's Choice Awards                 | Kedvenc színész televíziós drámasorozatban                                      | Taylor Kinney                                             | Elnyerte |
| 2016 | Prism Awards                           | Legjobb több részen átívelő történet televíziós drámasorozatban – Substance Use | Lángoló Chicago                                           | Jelölve  |
| 2016 | Imagen Foundation Awards               | Legjobb mellékszereplő színész televíziós sorozatban                            | Joe Minoso                                                | Jelölve  |
| 2016 | Imagen Foundation Awards               | Legjobb mellékszereplő színésznő televíziós sorozatban                          | Monica Raymund                                            | Jelölve  |
| 2017 | People's Choice Awards                 | Kedvenc televíziós drámasorozat                                                 | Lángoló Chicago                                           | Jelölve  |
| 2017 | People's Choice Awards                 | Kedvenc színész televíziós drámasorozatban                                      | Taylor Kinney                                             | Jelölve  |
| 2017 | Imagen Foundation Awards               | Legjobb televíziós drámasorozat                                                 | Lángoló Chicago                                           | Jelölve  |
| 2017 | Imagen Foundation Awards               | Legjobb mellékszereplő színész televíziós sorozatban                            | Joe Minoso                                                | Jelölve  |